# 初高座
初高座（はつこうざ）は、落語家の初舞台のこと。

## 江戸落語

### 演目
所謂「前座噺」と呼ばれる短い噺（「子ほめ」・「寿限無」・「たらちね」・「道具屋」・「道灌」など）が多いとされる。

#### 子ほめ
- 林家こん平
- 三代目三遊亭歌笑
- 林家正雀
- 三遊亭歌る多
- 橘家富蔵
- 三遊亭吉窓
- 三遊亭歌武蔵
- 三遊亭多歌介
- 鈴々舎鈴之助
- 古今亭菊之丞
- 三代目柳家甚語楼
- 六代目春風亭柳朝
- 三遊亭鬼丸
- 春風亭一之輔
- 三代目柳家東三楼
- 林家彦丸
- 林家ぼたん
- 春風亭三朝
- 春風亭一左
- 三遊亭志う歌
- 三遊亭歌扇
- 春風亭昇々
- 桂宮治
- 柳亭信楽
- 三遊亭遊子
- 桂鷹治
- 春風亭一花
- 春風亭㐂いち
- 三遊亭歌彦
- 桂南楽
- 立川縄四楼

#### 寿限無
- 八代目橘家圓蔵
- 九代目入船亭扇橋
- 林家木久扇
- 二代目柳家小はん
- 三代目桂文生
- 桂南喬
- はやし家林蔵
- 八光亭春輔
- 入船亭扇遊
- 林家鉄平
- 入船亭扇海
- 柳家小三太
- 春風亭勢朝
- 三遊亭圓丸
- 入船亭扇好
- 三遊亭萬窓
- 入船亭扇治
- 入船亭扇辰
- 林家彦いち
- 林家久蔵
- 柳家我太楼
- 古今亭菊太楼
- 入船亭扇里
- 林家きく麿
- 四代目三遊亭金朝
- 柳家小傳次
- 柳家燕弥
- 四代目入船亭扇蔵
- 林家ひろ木
- 柳家権之助
- 入船亭小辰
- 入船亭遊京
- 林家あんこ
- 春風亭弁橋
- 春風亭朝枝
- 三遊亭遊七

### たらちね
- 三遊亭鳳楽
- 四代目吉原朝馬
- 古今亭志ん彌
- 古今亭菊丸
- 古今亭菊春
- 古今亭菊輔
- 二代目古今亭志ん五
- 春風亭吉好
- 雷門音助

#### 道灌
柳派の落語家は「道灌」やその前半部分である「小町」を初高座で演じることが多い。
- 八代目桂文楽
- 二代目柳家さん助
- 二代目古今亭圓菊
- 柳家小のぶ
- 柳家さん吉
- 金原亭伯楽
- 柳家さん喬
- 柳家小袁治
- 柳家さん八
- むかし家今松
- 古今亭八朝
- 十一代目金原亭馬生
- 柳家〆治
- 柳家はん治
- 柳家さん生
- 四代目柳亭市馬
- 桂ひな太郎
- 初音家左橋
- 柳家一九
- 金原亭生駒
- 柳家さん福
- 立川談春
- 柳家喬太郎
- 柳家禽太夫
- 柳家一琴
- 金原亭馬遊
- 三代目桃月庵白酒
- 橘家圓十郎
- 桂歌蔵
- 柳家三三
- 六代目柳亭左龍
- 隅田川馬石
- 立川談修
- 三代目蜃気楼龍玉
- 金原亭龍馬
- 立川志ら乃
- 金原亭馬治
- 金原亭小馬生
- 橘ノ圓満
- 五代目桂三木助
- 柳亭こみち
- 柳家わさび
- 六代目玉屋柳勢
- 柳家緑也
- 弁財亭和泉
- 立川こはる
- 柳家吉緑
- 三遊亭金の助

#### 道具屋
- 十代目柳家小三治
- 三代目古今亭圓菊
- 春風亭百栄

## 上方落語
「東の旅発端」（「伊勢参宮神乃賑」の冒頭部）を演目とする落語家が多いとされる。